# 万岩站
万岩站是位于湖南古丈县的一个铁路车站，邮政编码416301。车站建于1978年，有焦柳铁路经过该站，现仅办理货运业务，不办理客运业务。车站距离月山站1068公里，隶属广铁集团，是四等站。